# Adzom Drukpa
Adzom Drukpa (a 'dzom 'brug pa 'gro 'dul dpa' bo rdo rje), né en 1842 et mort en 1924, est un tertön et maître du bouddhisme tibétain. 
Namkhai Norbu Rinpoché est considéré comme sa réincarnation.

## Sources
- Site TBRC en anglais.
- Site The Treasury of lives en anglais.